# Некрасовская (Вологодская область)
Некрасовская — деревня в Вожегодском районе Вологодской области.
Входит в состав Мишутинского сельского поселения, с точки зрения административно-территориального деления — в Мишутинский сельсовет.
Расстояние по автодороге до районного центра Вожеги — 61,3 км, до центра муниципального образования Мишутинской — 9,3 км. Ближайшие населённые пункты — Левинская, Лукьяновская, Погорелка.
По переписи 2002 года население — 51 человек (24 мужчины, 27 женщин). Всё население — русские.